# Teatre Mòbil
El Teatre Mòbil es fundà l'any 1984 a Cabrianes als afores de la ciutat de Manresa per Marcel Gros, Atilà Puig i Jordi Girabal.
Van emprendre aquest projecte en deixar el grup de teatre de carrer El Setrill per crear els seus propis espectacles d'humor per divertir petits i grans, inspirat en la tradició dels pallassos. Marcel Gros els va deixar per fer una carrera sol i Marc Fonts s'hi va afegir als anys noranta del segle xx, fins que el 2016 el duo Puig i Girabal continuen sols, tot i mantenir la col·laboració. El 2021, trenta anys després de la darrera realització comuna, Puig i Girabal es van tornar a trobar amb Marcel Gros per recrear Remember Show, una obra retrospectiva amb esquetxos del debut.
El 2011 van rebre el premi al millor espectacle a La Mostra, la fira de teatre infantil i juvenil d'Igualada, amb Les Trifulgues dels Germans Garapinyada i a la 24a edició hi van reincidir amb l'espectacle Sense solta.